# Vale das Éguas
Vale das Éguas is een plaats (freguesia) in de Portugese gemeente Sabugal en telt 50 inwoners (2001).